# Passionsfenster (Locronan)

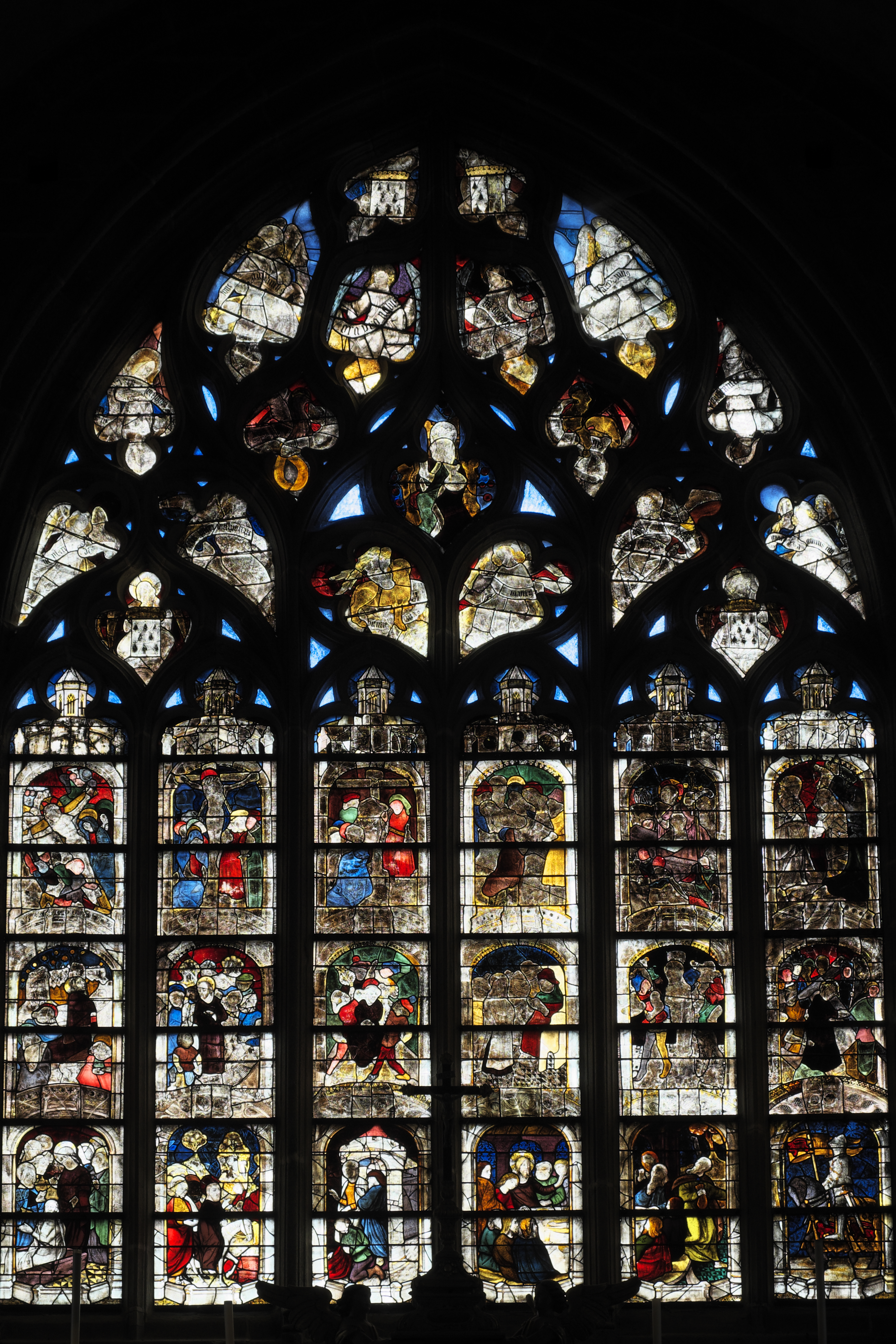
Passionsfenster

Das Passionsfenster in der katholischen Kirche St-Ronan in Locronan, einer französischen Gemeinde im Département Finistère in der Region Bretagne, wurde von 1476 bis 1479 geschaffen. Das Bleiglasfenster wurde 1845 als Monument historique in die Liste der Baudenkmäler in Frankreich aufgenommen.
Das zentrale Fenster im Chor stammt von einer unbekannten Werkstatt. Es zeigt verschiedene Szenen aus dem Leben und Leidensweg Jesu: Auferweckung des Lazarus, Einzug Jesu in Jerusalem, Letztes Abendmahl, Jesus und die schlafenden Jünger am Ölberg, Gefangennahme Jesu, Jesus vor dem Hohenpriester Kajaphas, Jesus wird gegeißelt, Jesus trägt das Kreuz, Errichtung des Kreuzes, Kreuzigung, Kreuzabnahme, Grablegung Christi, Auferstehung Jesu Christi und Höllenfahrt Christi.
Im Maßwerk ganz oben ist das Wappen von Franz II. zu sehen. Darunter halten Engel das Wappen der Bretagne. Weitere zehn Engel tragen Spruchbänder. 
Das zum großen Teil schlecht erhaltene Fenster wurde von 1902 bis 1906 von Marcel Delon restauriert und ergänzt. Die letzten Restaurierungen fanden von 1975 bis 1978 und 2003 durch die Werkstatt von Jean-Jacques Grüber statt, die 1942 auch das Fenster ausbaute, um es vor Kriegsbeschädigungen zu schützen. 

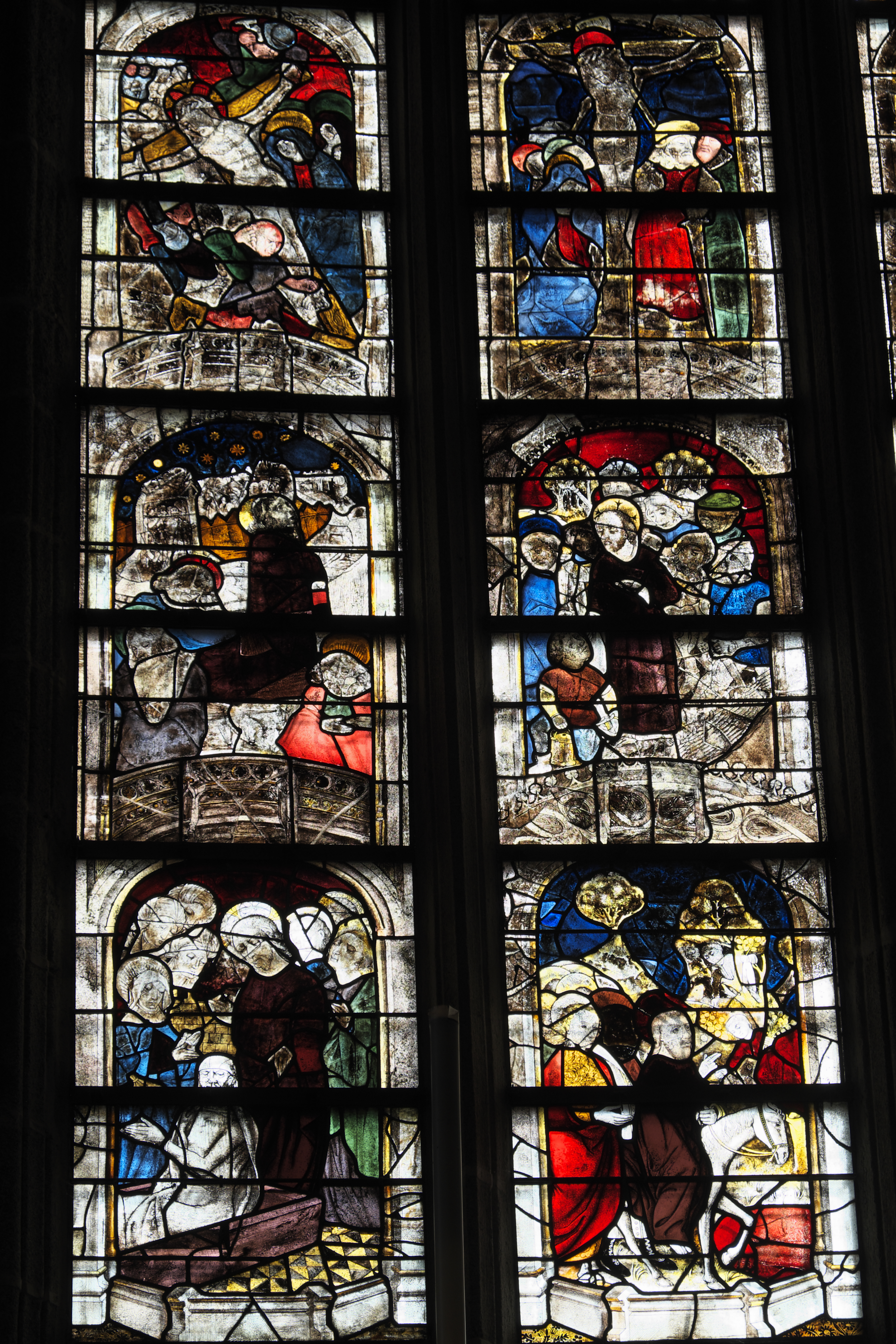
Zwei linke Lanzetten
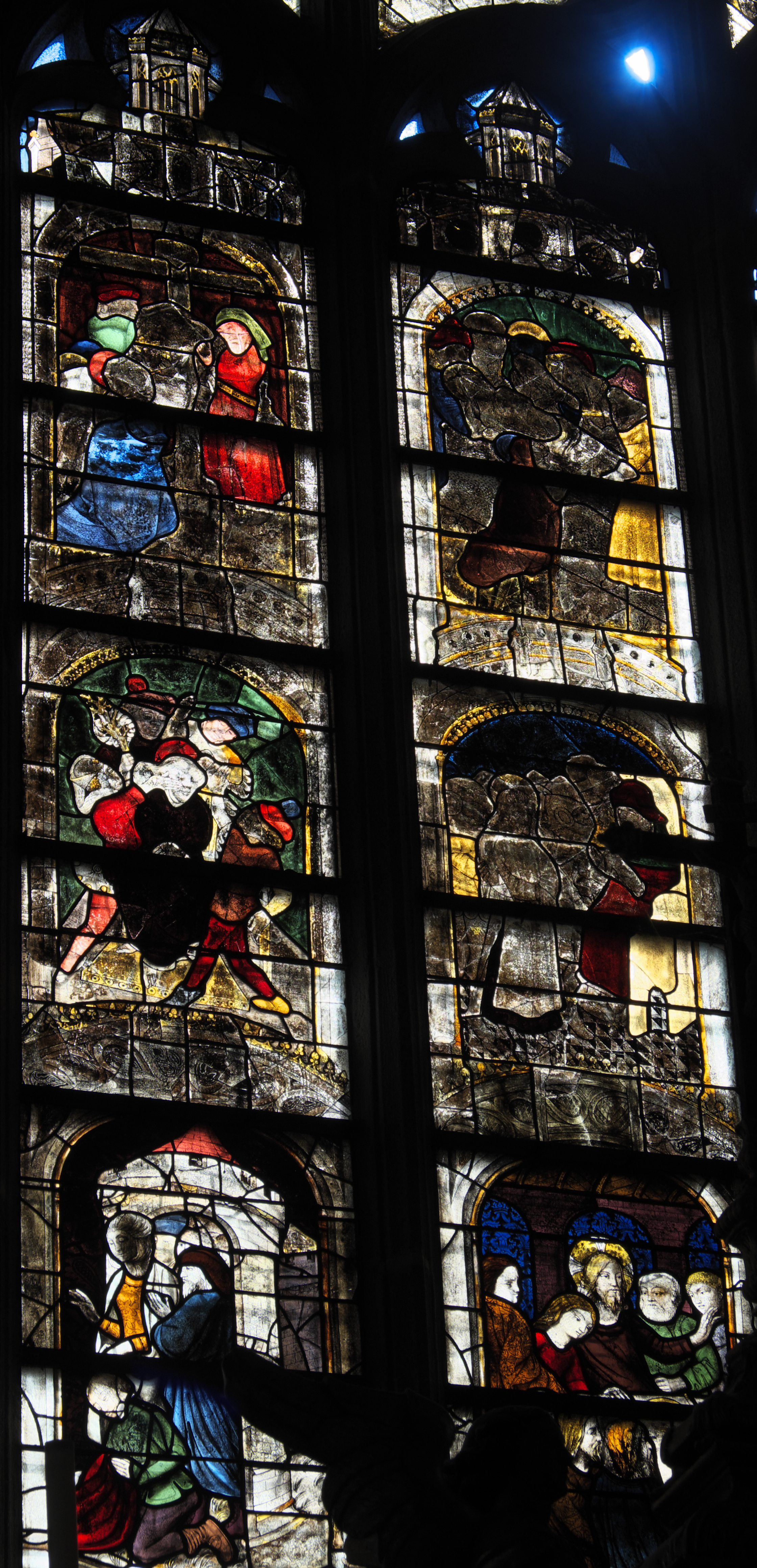
Zwei mittlere Lanzetten
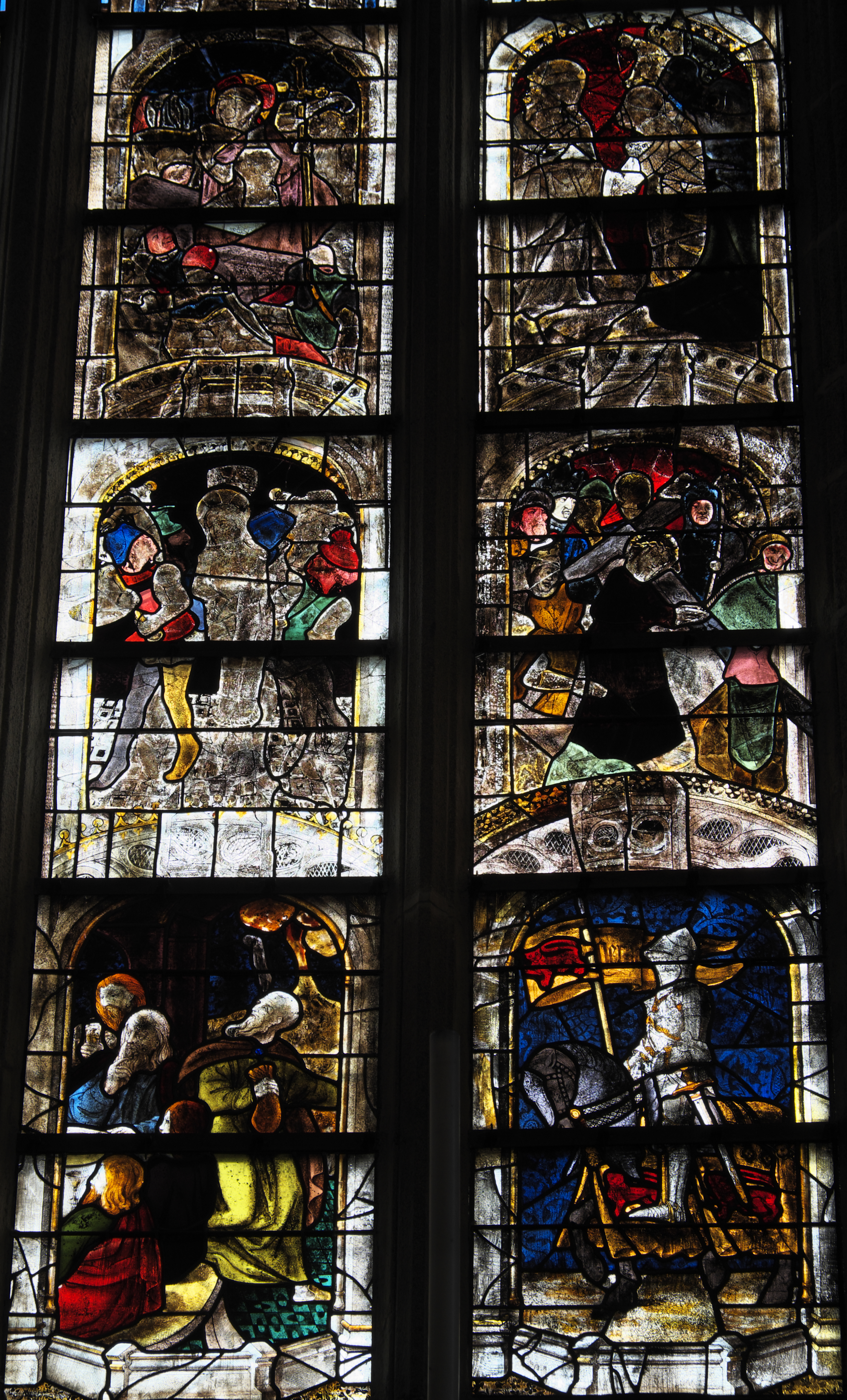
Zwei rechte Lanzetten
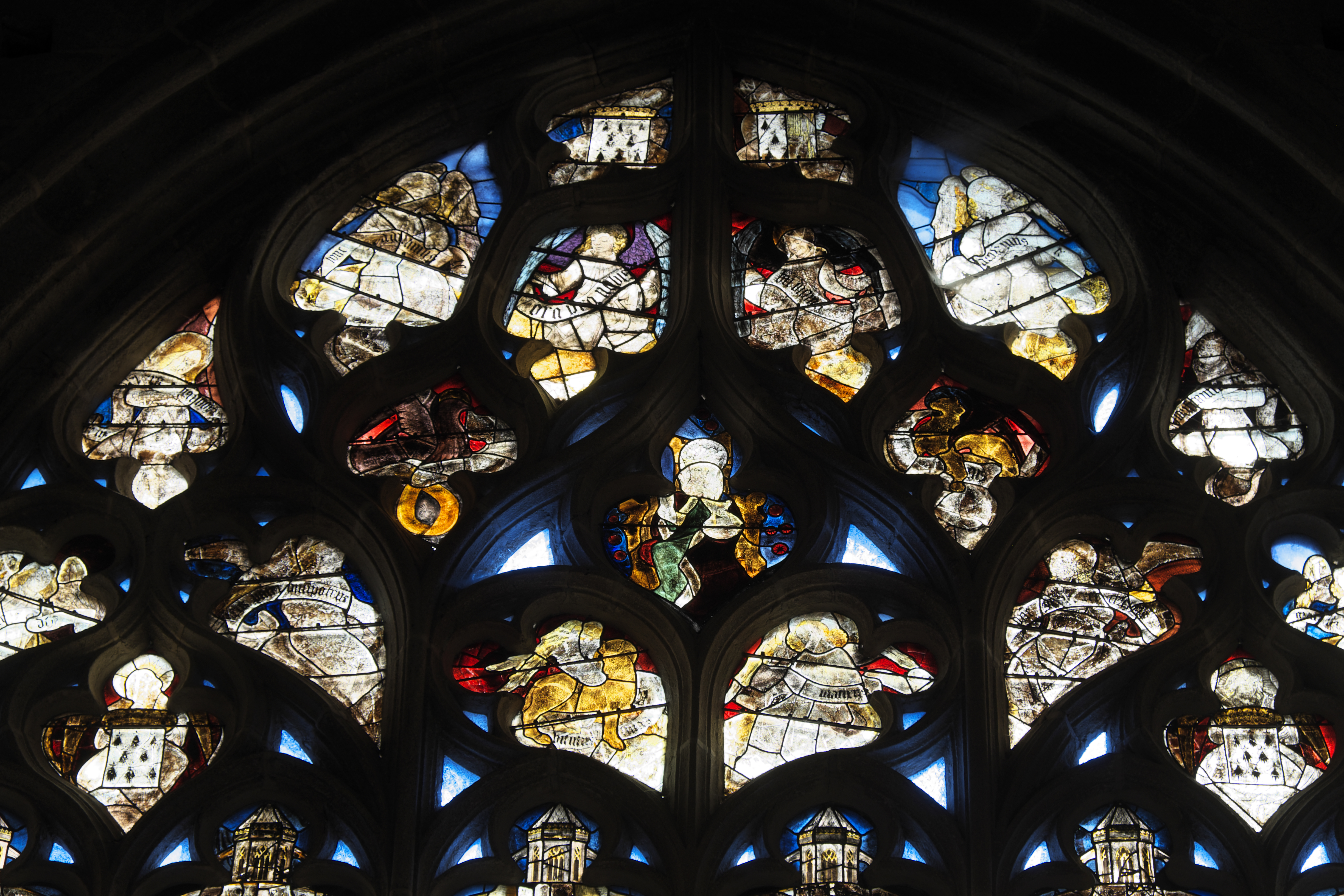
Maßwerk